# Дворац Шалабург
Шалабург је дворац у селу Шалабург у општини Шолах, у близини Вахау долине, Доња Аустрија, северно од Алпа. Ренесансни дворац Шалабург удаљен је 5 км из Мелка, у региону познатом као Мостфиртл. Централни део дворца изграђен је у доба немачке ренесансе, од око 1540. године, династијом Лозенштајн.

## Историја дворца Шалабург
Дворац се први пут појављује у документу из 1242. године, као тврђава Шала. Од 13. до 15. века дворац је био у власништву лорда Целкинга (немачки: von Zelking). Од 1456. до 1614. године, дворац Шалабург био је у поседу породице фон Лозенштајн. У 16. веку Ханс Вилхелм фон Лозенштајн обновио га је у ренесансном стилу, а цркву из Лосдорфа обновио у ренесансну лутеранску цркву. Тамо је основао и лутеранску гимназију за племство и не-племство („die Hohe Schule“, 1574-1627), а умро је 1601. године. 1614. дворац је купио Георг фон Штубенберг. Црква и школа су 1627. године затворени према закону аустријског надвојводе цара Фердинанда II, који је желео да обнови католичку веру у Доњој Аустрији. Од 17. века до 20. века, дворац је неколико пута мењао власнике. У приватном власништву остао је до 1945. Године 1945. Руси су га запленили, а затим 1955, дворац је постао власништво нове Републике Аустрије. 

## Опис
Дворац је комбинација романичког резиденцијалног замка и готске капеле, по узору на италијански ренесансни стил. То је естетски изграђена, лепо декорисана двоспратни аркадна палата са елегантним конзолним степеницама и двориштем. Украси су у мозаику од теракоте који приказују митолошке фигуре, богове, маске и људска бића и животиње; легендарна митска фигурица овде је позната као Hundefräulein (женска људска фигура са псећом главом). 
На улазу у дворац налазе се два велика "змаја који дувају дим", сваки по 30 м дугачак и 6 м висок, што је омиљено забавно место за децу да клизну са врха низ уста. У његовим богатим баштама налазе се руже, украсно дрвеће, грмље, биље и два ренесансна воћњака јабука.

## Шалабург
Шалабург је село у општини Шолах, у Доњој Аустрији. Шалабург се налази на надморској висини од 310 м. Дворац Шалабург један је од најпознатијих двораца ренесансног стила у Аустрији. Данас дворац функционише као музеј. 

### Музеј Шалабург
1967. влада Доње Аустрије купила је дворац од аустријске државе. Влада Доње Аустрије одлучила је да обнови Шалабург. 1968. године обнова је започела са кровом. 1974. отворен је Шалабург као музеј за Доњу Аустрију. 
Тема прве изложбе музеја Шалабург 1974. била је Ренесанса. Сваке године поставља се нова изложба; изложба из 2011. била је о историји Венеције, она из 2012. о Византији. 29. марта 2014. године отворена је изложба о Првом светском рату под називом "Слава и тама - живети са Великим ратом 1914-1918". Изложба је приказала оружје, филмове, историјске постере, разгледнице са подацима и друге предмете из тог времена. 2015. године Викинзи су били тема годишње изложбе. 